# Панкєєв Микола Петрович
Панкєєв Микола Петрович (7 грудня 1886, м. Київ — ?) — полковник Армії УНР.

## Життєпис
Кубанський козак за походженням. Закінчив Костянтинівську реальну школу, Одеське піхотне юнкерське училище (1906), вийшов хорунжим ло 3-го Кубанського пластунського батальйону. З початком Першої світової війни був переведений до 78-го піхотного Навагінського полку, в якому командував ротою та батальйоном. Закінчив Двінську школу авіаційних спостерігачів (січень 1916 р.), служив військовим льотчиком 13-го авіаційного загону. 15 червня 1917 р. отримав звання підполковника за бойові заслуги. За Першу світову війну був нагороджений всіма орденам до Святого Володимира IV ступеня з мечами та биндою, Англійським військовим хрестом Короля Георга. Неодноразово був поранений та контужений, двічі переживав авіакатастрофу.
З 1 березня 1918 р. — командир Київського авіаційного загону Армії УНР, згодом — Армії Української Держави. З 2 лютого 1919 р. — начальник організаційного відділу штабу авіації Дієвої армії УНР. З червня 1919 р. начальник електротехнічного відділу базисного технічного складу штабу авіації Дієвої армії УНР. З грудня 1919 р. жив у Кам'янці-Подільському. У березні 1920 р. був приділений до штабу 2-ї запасної бригади Учбового куреня Польової жандармерії Армії УНР. Подальша доля невідома.

## Вшанування пам'яті
28 травня 2011 року у мікрорайоні Оболонь було відкрито пам'ятник «Старшинам Армії УНР — уродженцям Києва». Пам'ятник являє собою збільшену копію ордена «Хрест Симона Петлюри». Більш ніж двометровий «Хрест Симона Петлюри» встановлений на постаменті, на якому з чотирьох сторін світу закріплені меморіальні дошки з іменами 34 старшин Армії УНР та Української Держави, які були уродженцями Києва (імена яких вдалося встановити історикам). Серед іншого вигравіруване й ім'я Миколи Панкєєва.